# 江談抄
『江談抄』（ごうだんしょう）は、平安時代（院政期）の説話集。「江談」二字の偏を取って「水言抄」ともいう。漢詩文・公事・音楽など多方面にわたる談話の記録である。
帥中納言大江匡房の談話を、進士蔵人藤原実兼（信西の父）が筆記したもの。長治年間から嘉承年間（1104－1108年）にかけて成立したと考えられる。現存本は、雑纂形態の「古本系」と、類聚形態の「類聚本系」に大別される。談話形式を取り、連関性を欠く古本系に対し、中世に改編・加筆されたと思われる類聚本の方では内容に沿って六部に分けている。
匡房は後三条・白河・堀河三帝の侍読を務め、詩文に秀で、また有職故実にも通じた名高き才子であった。彼の博学を反映してか、『江談抄』はあまりに雑多な内容を持つ。そのうち、朝儀公事に関する故事や詩文にまつわる逸話が大半を占めるが、貴族社会の世相を伝える説話も多く、後者は後世の説話文学へ影響を及ぼした。
一方で、匡房の直筆ではなく、彼の話を実兼が筆記したものであるため、伝聞における間違いなどの可能性には注意すべきとの指摘もある。同書で有名になった後三条院と壺切御剣の逸話も「故」三条院の聞き間違いだったのではないか、という説は明治時代から存在していた。
『新日本古典文学大系』（岩波書店）所収。